# Bābai
Bābai är en ort i Indien.   Den ligger i distriktet Hoshangabad och delstaten Madhya Pradesh, i den centrala delen av landet, 700 km söder om huvudstaden New Delhi. Bābai ligger 322 meter över havet och antalet invånare är 16 176.
Terrängen runt Bābai är mycket platt, och sluttar västerut. Runt Bābai är det ganska tätbefolkat, med 239 invånare per kvadratkilometer. Det finns inga andra samhällen i närheten. Trakten runt Bābai består till största delen av jordbruksmark.